# Picumnus dorbygnianus
Picumnus dorbignyanus, conhecido como picapauzinho-oceladoé uma espécie de ave pertencente à família dos picídeos.  É encontrado na Argentina, Bolívia, e Peru. 